# Netzschkau
Netzschkau è una città della Sassonia, in Germania situata nel circondario del Vogtland.

## Storia
Il 1º gennaio 1992 venne aggregato alla città di Netzschkau il comune di Lambzig; il 1º gennaio 1999 venne aggregato anche il comune di Brockau.